# Anthocharis midea
Espèce
Anthocharis midea  est un  insecte lépidoptère de la famille des Pieridae de la sous-famille des Pierinae et du genre Anthocharis.

## Dénomination
Anthocharis midea a été nommé par Jakob Hübner en 1809.
Synonymes : Mancipium midea Hübner, [1809]; Papilio genutia Fabricius, 1793; Falcapica medea (Leussler, 1938); Synchloe genutia ; Dyar, 1903. 

### Noms vernaculaires
Anthocharis midea se nomme Falcate Orangetip  en anglais.

### Sous-espèces
- Anthocharis midea midea
- Anthocharis midea annickae dos Passos et Klots, 1969
- Anthocharis midea texana Gatrelle, 1998[1].

## Description
Anthocharis midea est un papillon de taille moyenne (envergure variant de 35 à 45 mm) qui présente le même dimorphisme sexuel que les autres Aurore: les ailes antérieures du mâle ont un apex orange moins intense sur le revers. Le revers des ailes postérieures est marbré de vert.

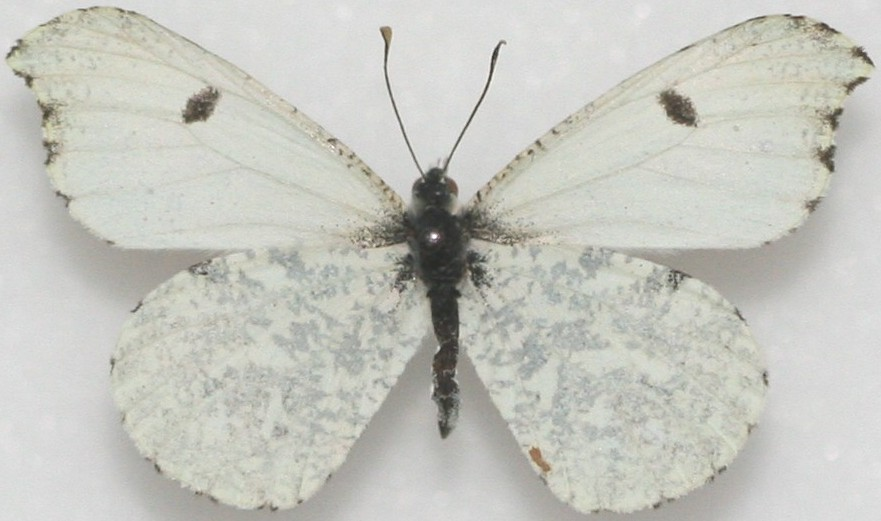
'Anthocharis midea femelle

### Chenille
La chenille est de couleur vert olive à marron.

## Biologie

### Période de vol et hivernation
Il vole de mars à juin, principalement en mars avril en une seule génération.
C'est la chrysalide qui hiverne.

### Plantes hôtes
Les plantes-hôtes de sa chenille sont de nombreuses Brassicaceae: Arabis, Barbarea, Capsella bursa-pastorisdes, Cardamine,  Sisymbrium.

## Écologie et distribution
Anthocharis midea est présente dans le sud-est de l'Amérique du Nord aux USA du sud de la Nouvelle-Angleterre au Texas,.

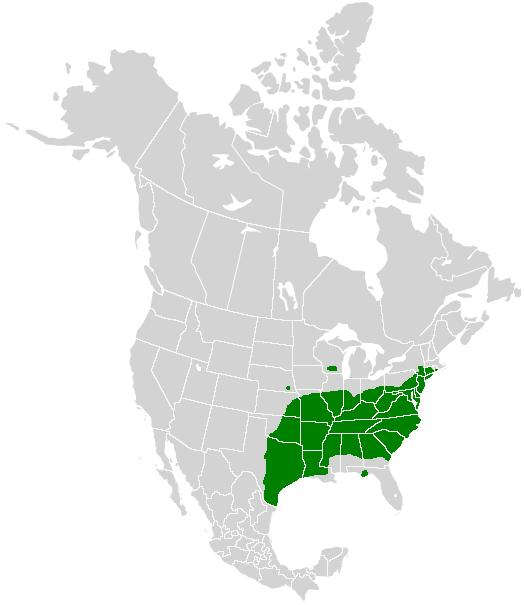
carte de répartition

### Biotope
Il réside principalement dans les zones boisées des bordures de rivières.

### Protection
Pas de statut de protection particulier.